# John Steiner
John Steiner (nascut el 7 de gener de 1941) és un actor anglès. Alt i prim, Steiner va assistir a la Reial Acadèmia d'Art Dramàtic, va treballar durant uns anys a la BBC i més tard va aparèixer principalment al pel·lícules italianes.

## Carrera
Steiner va trobar feina principalment en pel·lícules com Marat-Sade (1967), i l'original Bedazzled (1967) amb Peter Cook i Dudley Moore. El 1969, Steiner va ser contractat per interpretar un paper a l'Spaghetti Western Tepepa, i també va aparèixer al costat de Franco Nero a Zanna Bianca, dirigida per Lucio Fulci. El 1971 va protagonitzar la sèrie de televisió Hine. El 1979 va interpretar el paper principal de Leo a la producció televisiva Design for Living de Noël Coward. Es va trobar molt sol·licitat a Itàlia i s'hi va traslladar, apareixent en un gran nombre de pel·lícules d'explotació i B italianes, com ara d'acció policial (Roma violenta), westerns (Mannaja), pel·lícules bèl·liques (L'ultimo cacciatore), nazisploitation (Le deportate della sezione speciale SS), pel·lícules d'aventures de ciència-ficció (Il mondo di Yor), i pel·lícules de terror, com ara Schock de Mario Bava, Tenebrae de Dario Argento i Camping del Terrore de Ruggero Deodato. També es va convertir en un dels favorits del famós cineasta italià Tinto Brass, que apareix a Saló Kitty, l'infame Calígula, Acció i Paprika.
Steiner va tenir una demanda molt constant fins a finals de la dècada de 1980. A mesura que la indústria cinematogràfica italiana va disminuir, Steiner es va retirar de l'actuació el 1991 i es va traslladar a Califòrnia, on es va convertir en agent immobiliari.
Steiner ha contribuït recentment a extres de DVD d'algunes de les seves pel·lícules i ha donat entrevistes sobre el seu treball italià.

## Filmografia
- Marat-Sade, dirigida per Peter Brook (1967)
- Bedazzled, dirigida per Stanley Donen (1967)
- Tepepa, dirigida per Giulio Petroni (1967)
- Work Is a 4-Letter Word, dirigida per Peter Hall (1968)
- 12+1 dirigida per Nicolas Gessner (1969)
- La ragazza di nome Giulio, dirigida per Tonino Valerii (1970)
- Alba pagana, dirigida per Ugo Liberatore (1970)
- Incontro d'amore, dirigida per Ugo Liberatore (1970)
- L'istruttoria è chiusa: dimentichi, dirigida per Damiano Damiani (1971)
- Sbatti il mostro in prima pagina, dirigida per Marco Bellocchio (1973)
- Rappresaglia, dirigida per George P. Cosmatos (1973)
- La polizia è al servizio del cittadino?, dirigida per Romolo Guerrieri (1973)
- La villeggiatura, dirigida per Marco Leto (1973)
- Zanna Bianca, dirigida per Lucio Fulci (1973)
- Il ritorno di Zanna Bianca, dirigida per Lucio Fulci (1974)
- L'invenzione di Morel, dirigida per Emidio Greco (1974)
- Roma violenta, dirigida per Marino Girolami (1975)
- Il cav. Costante Nicosia demoniaco ovvero: Dracula in Brianza, dirigida per Lucio Fulci (1975)
- L'ultimo giorno di scuola prima delle vacanze di Natale, dirigida per Gian Vittorio Baldi (1975)
- Ondata di piacere, dirigida per Ruggero Deodato (1975)
- Saló Kitty, dirigida per Tinto Brass (1975)
- E tanta paura, dirigida per Paolo Cavara (1976)
- Milano violenta, dirigida per Mario Caiano (1976)
- Mark colpisce ancora, dirigida per Stelvio Massi (1976)
- Le deportate della sezione speciale SS, dirigida per Rino Di Silvestro (1976)
- Von Buttiglione Sturmtruppenführer, dirigida per Mino Guerrini (1977)
- Goodbye & Amen, dirigida per Damiano Damiani (1977)
- Schock, dirigida per Mario Bava (1977)
- Mannaja, dirigida per Sergio Martino (1977)
- La malavita attacca... la polizia risponde!, dirigida per Mario Caiano (1977)
- L'avvocato della mala, dirigida per Alberto Marras (1977)
- Sharon's Baby, dirigida per Peter Sasdy (1979)
- Caligula, dirigida per Tinto Brass e Bob Guccione (1979)
- Il piccolo Archimede, dirigida per Gianni Amelio (1979) - film TV
- L'ultimo cacciatore, dirigida per Antonio Margheriti (1980)
- Car Crash, dirigida per Antonio Margheriti (1981)
- I cacciatori del cobra d'oro, dirigida per Antonio Margheriti (1982)
- Tenebre, dirigida per Dario Argento (1982)
- I sopravvissuti della città morta, dirigida per Antonio Margheriti (1983)
- I due carabinieri, dirigida per Carlo Verdone (1984)
- Il mondo di Yor, dirigida per Antonio Margheriti (1983)
- Inferno in diretta, dirigida per Ruggero Deodato (1985)
- Troppo forte, dirigida per Carlo Verdone (1986)
- Cobra Mission, dirigida per Fabrizio De Angelis (1986)
- Notte d'estate con profilo greco, occhi a mandorla e odore di basilico, dirigida per Lina Wertmüller (1986)
- Striker, dirigida per Enzo G. Castellari (1987)
- Giulia e Giulia, dirigida per Peter Del Monte (1987)
- Big man: Boomerang, dirigida per Steno (1987) - film TV
- La notte degli squali, dirigida per Tonino Ricci (1988)
- Appuntamento a Liverpool, dirigida per Marco Tullio Giordana (1988)
- Der Commander, dirigida per Antonio Margheriti (1988)
- Gioco al massacro, dirigida per Damiano Damiani (1989)
- Sinbad of the Seven Seas, dirigida per Enzo G. Castellari (1989)
- Paprika, dirigida per Tinto Brass (1991)